# Didymium
Didymium Schrad. (makulec) – rodzaj śluzowców.

## Systematyka i nazewnictwo
Pozycja w klasyfikacji według Index FungorumDidymiidae, Stemonitida, Myxogastria, Myxogastrea, Mycetozoa, Amoebozoa, Protozoa.
SynonimyAmphisporium Link 1816, Cionium Link 1809, Disporium Léman 1819, Lepidodermopsis Höhn. 1909, Squamuloderma Kowalski 1973.
GatunkiDo rodzaju Didymium należy około 200 gatunków. W Polsce występują:
- Didymium anellus Morgan 1894
- Didymium clavus (Alb. & Schwein.) Rabenh. 1844 – makulec grzybowaty
- Didymium comatum (Lister) Nann.-Bremek. 1966 – makulec włośniczek
- Didymium crustaceum Fr. 1829 – makulec skorupiasty
- Didymium difforme (Pers.) Gray 1821 – makulec niekształtny
- Didymium leptotrichum (Racib.) Massee 1892 – makulec skąpowłośniowy[5]
- Didymium macrospermum Rostaf. 1875 – makulec zmienny
- Didymium melanospermum (Pers.) T. Macbr. 1899 – makulec czarniawy, makulec pospolity
- Didymium minus (Lister) Morgan 1894 – makulec mały
- Didymium nigripes (Link) Fr. 1829 – makulec makówka
- Didymium nigrum Krzemien. 1960 – makulec czarny[5]
- Didymium serpula Fr. 1829 – makulec spłaszczony
- Didymium squamulosum (Alb. & Schwein.) Fr. 1818 – makulec łuskowaty
- Didymium trachysporum G. Lister 1922 – makulec szorstkozarodnikowy

Nazwy naukowe według Index Fungorum>. Nazwy polskie według checklist.